# Slovenci u Mađarskoj
Slovenci su jedna od nacionalnih manjina u Mađarskoj.

## Zemljopisna distribucija
Prema popisu iz 2001., najviše ih ima u Željeznoj županiji, 2.215, gdje živi većina mađarskih Slovenaca. 643 ih živi u Budimpešti, 379 ih živi u Peštanskoj županiji, 262 u Bekeškoj, 133 u Komoransko-ostrogonskoj, 131 u Boršod-abaújsko-zemplénskoj županiji, 123 u Jursko-mošonjsko-šopronjskoj i u Baranjskoj županiji, 117 u Bačko-kiškunskoj i tako dalje. Po regijama, najviše su skoncentrirani u Zapadnom Zadunavlju (2417) i Središnjoj Mađarskoj (1022).

## Brojnost
Prema mađarskim službenim statistikama, u Mađarskoj su 2001. živjela 4.832 Slovenca.
3.108 stanovnika Mađarske govori slovenski s članovima obitelji ili prijateljima, a 3.429 ima afinitet s kulturnim vrijednostima i tradicijama slovenskog naroda.

## Poznati Slovenci u Mađarskoj
- Bálint Bellosics, mađarski povjesničar, pedagog, etnograf i prosvjetni radnik
- Jožef Košič, pisac, jezikoslovac, povjesničar, etnograf
- Avgust Pavel, pisac, etnograf, jezikoslovac
- Tibor Gyécsek, atlet
- Karel Dončec, lončar